# ويست (تكساس)
ويست (بالإنجليزية: West)‏ هي مدينة أمريكية تقع في ولاية تكساس.تبلغ مساحة هذه المدينة 4 (كم²)،ويبلغ عدد سكانها 2692 نسمة حسب إحصاء سنة 2010 م. تشير إحصاءات سنة 2000م بأن الكثافة السكانية في هذه المدينة تقدر بـ(668.4) نسمة/كم2.

## التركيبة السكانية
حدّد مكتب تعداد الولايات المتحدة بيانات التركيبة السكانية لويست في تعداد الولايات المتحدة. في ما يلي، التركيبة السكانية حسب تعدادي 2000 و2010.

### تعداد عام 2000
بلغ عدد سكان ويست 2,692 نسمة بحسب تعداد عام 2000، وبلغ عدد الأسر 1,045 أسرة وعدد العائلات 698 عائلة مقيمة في المدينة. في حين سجلت الكثافة السكانية 626 نسمة لكل كيلومتر مربع (1,621.3/ميل2). وبلغ عدد الوحدات السكنية 1,143 وحدة بمتوسط كثافة قدره 265.8 لكل كيلومتر مربع (688.4/ميل2).
وتوزع التركيب العرقي للمدينة بنسبة 92.09% من البيض و4.20% من الأمريكيين الأفارقة و0.56% من الأمريكيين الأصليين و0.07% من الأمريكيين ذوي الأصول الآسيوية و0.04% من سكان جزر المحيط الهادئ و1.78% من الأعراق الأخرى و1.26% من عرقين مختلطين أو أكثر و8.14% من الهسبانيون أو اللاتينيون من أي عرق.
بلغ عدد الأسر 1,045 أسرة كانت نسبة 35.5% منها لديها أطفال تحت سن الثامنة عشر تعيش معهم، وبلغت نسبة الأزواج القاطنين مع بعضهم البعض 50.7% من أصل المجموع الكلي للأسر، ونسبة 11.8% من الأسر كان لديها معيلات من الإناث دون وجود شريك، بينما كانت نسبة 4.3% من الأسر لديها معيلون من الذكور دون وجود شريكة وكانت نسبة 33.2% من غير العائلات. تألفت نسبة 29.6% من أصل جميع الأسر من عدة أفراد يعيشون في نفس المنزل ونسبة 18.1% كانت تتألف من شخص يعيش بمفرده يبلغ من العمر 65 عاماً أو أكثر. وبلغ متوسط حجم الأسرة المعيشية 2.43، أما متوسط حجم العائلات فبلغ 3.03.
بلغ العمر الوسطي للسكان 39.0 عاماً. وكانت نسبة 25.3% من القاطنين تحت سن الثامنة عشر، وكانت نسبة 6.8% بين الثامنة عشر والرابعة والعشرين عاماً، ونسبة 25.8% كانت واقعةً في الفئة العمرية ما بين الخامسة والعشرين والرابعة والأربعين عاماً، ونسبة 16.7% كانت ما بين الخامسة والأربعين والرابعة والستين، ونسبة 19.7% كانت ضمن فئة الخامسة والستين عاماً فما فوق. يوجد لكل 100 أنثى 90.0 ذكر، ويوجد لكل 100 أنثى في الثامنة عشر من عمرها فما فوق 81.5 ذكر.
بلغ متوسط دخل الأسرة في المدينة 32,580 دولارًا، أما متوسط دخل العائلة فبلغ 43,090 دولارًا. وكان متوسط دخل الذكور 30,292 دولارًا مقابل 22,825 دولارًا للإناث. وسجل دخل الفرد الخاص بالمدينة 15,421 دولارًا. وكانت نسبة 13.7% من العائلات ونسبة 15.9% من السكان تحت خط الفقر، وكان من هؤلاء نسبة 19.8% تحت سن الثامنة عشر ونسبة 17.6% في الخامسة والستين من العمر وما فوق.

## معرض صور

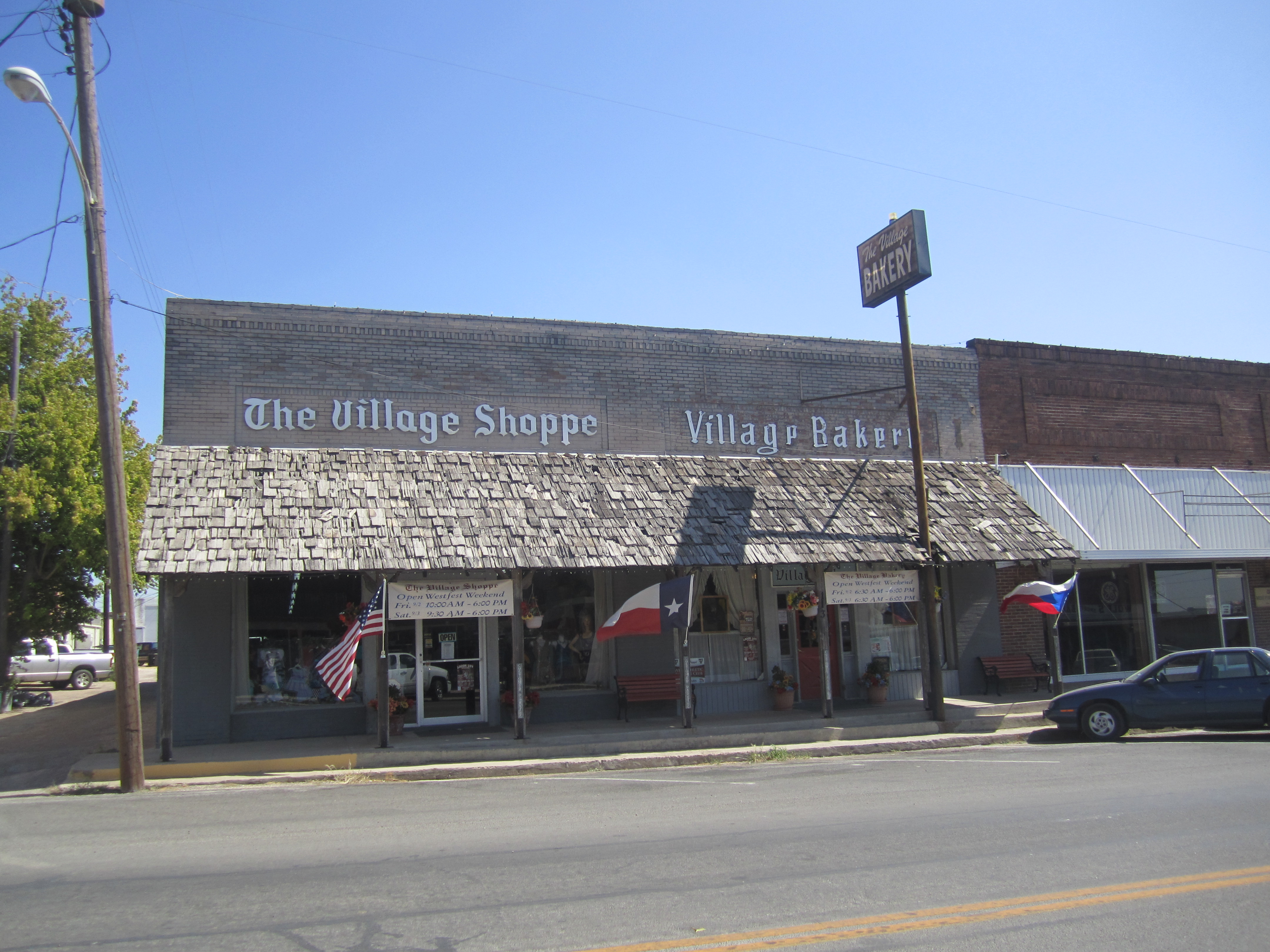
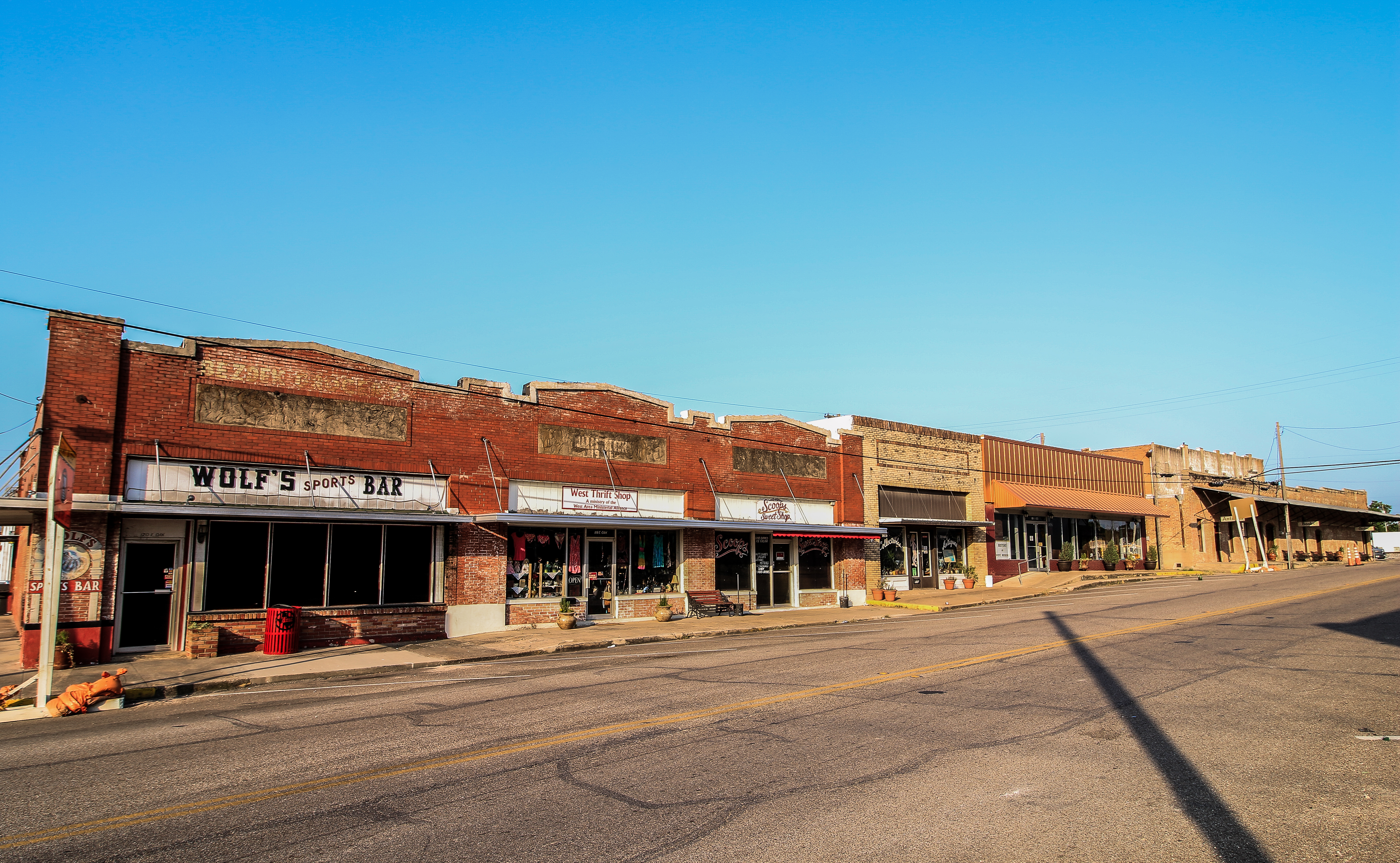
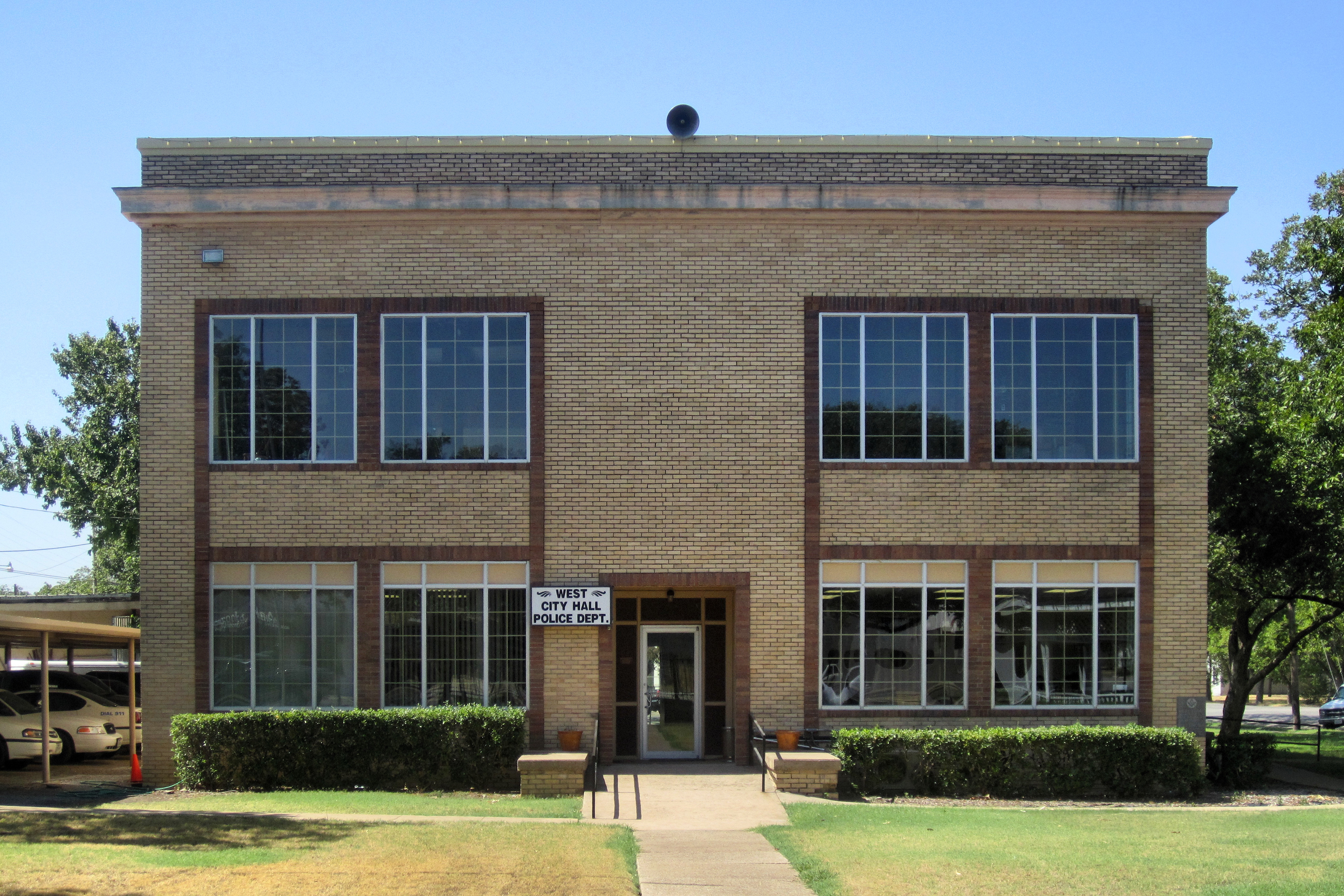
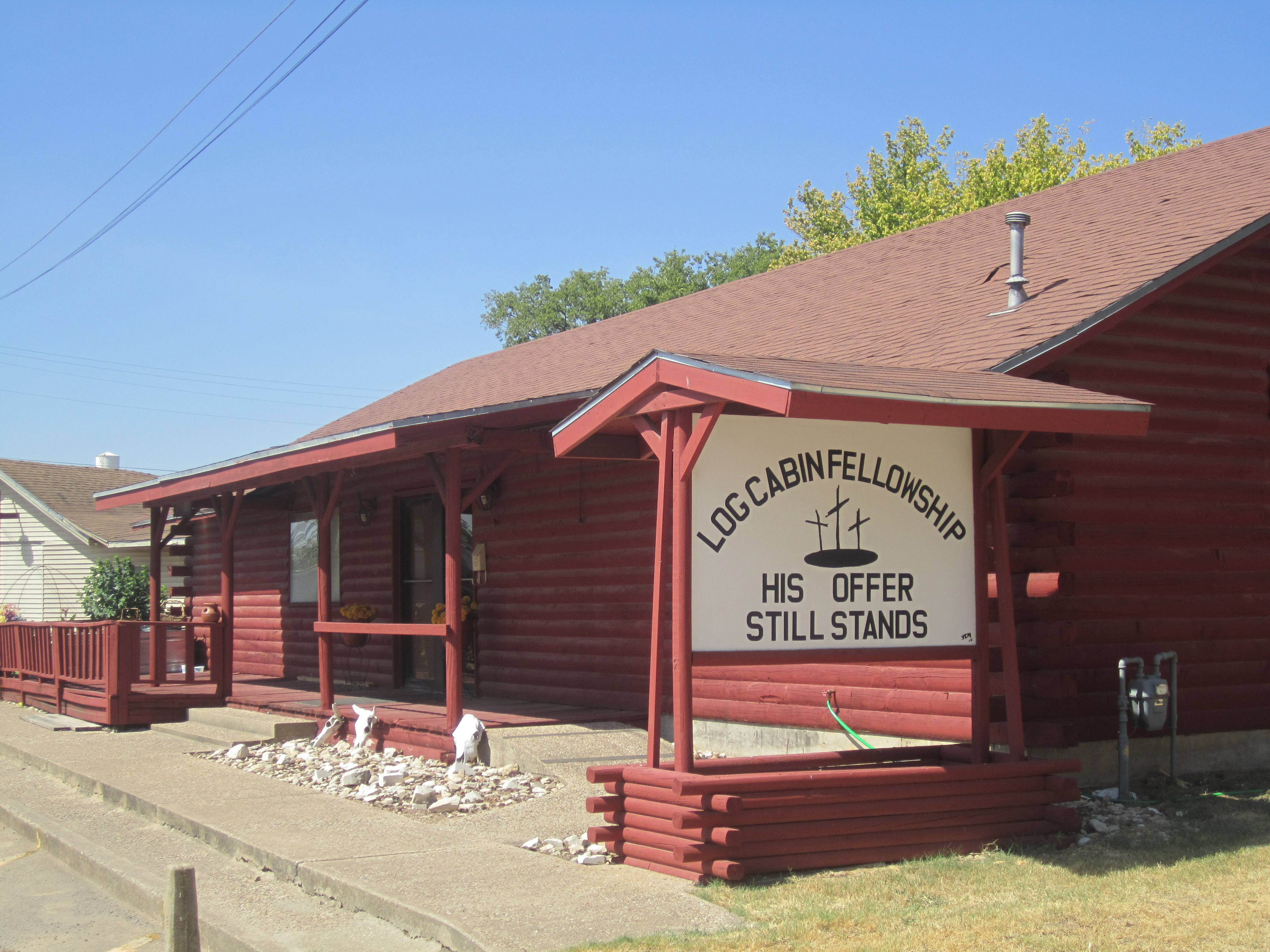
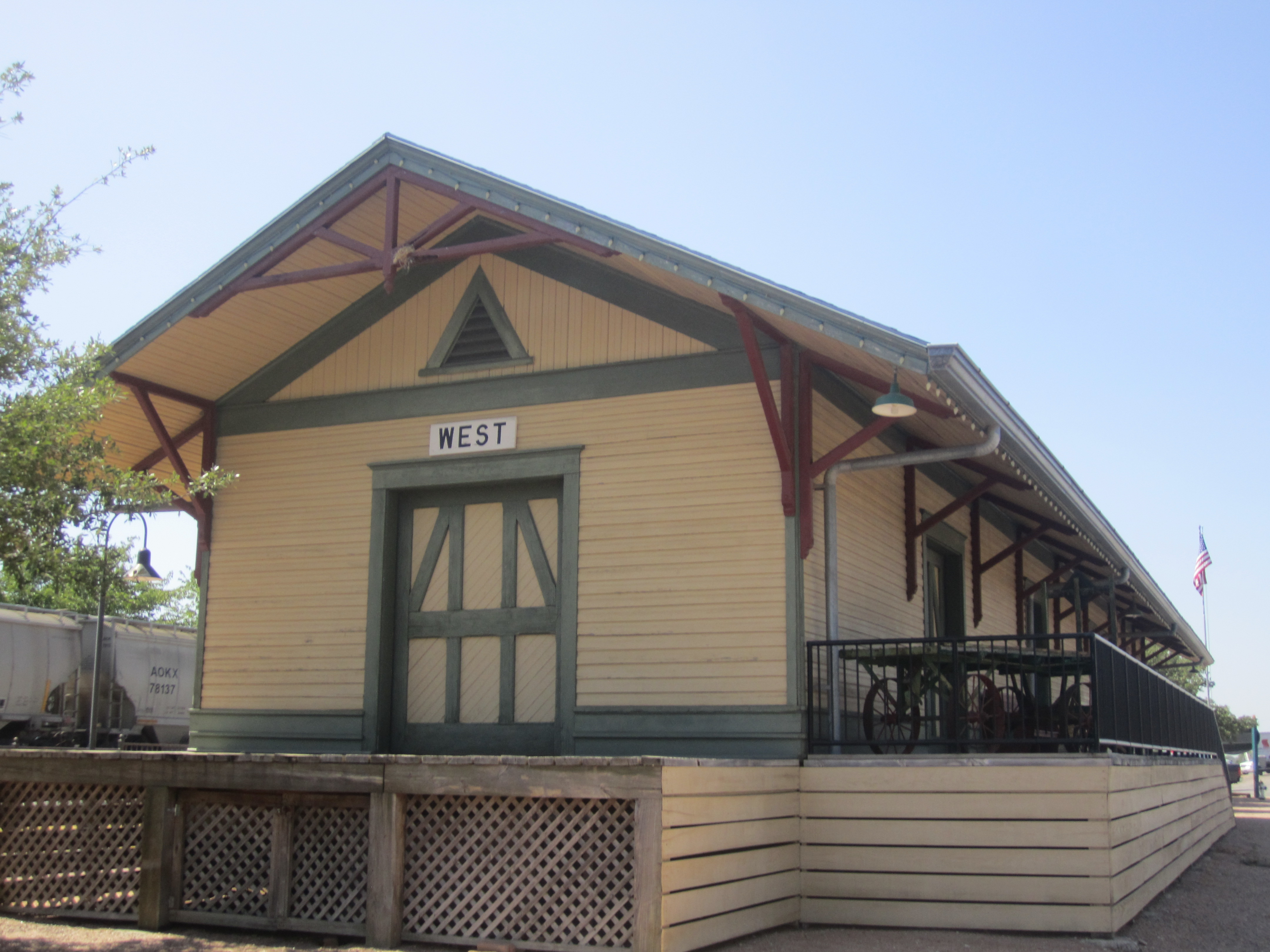

### تعداد عام 2010
بلغ عدد سكان ويست 2,807 نسمة بحسب تعداد عام 2010، وبلغ عدد الأسر 1,090 أسرة وعدد العائلات 710 عائلة مقيمة في المدينة. في حين سجلت الكثافة السكانية 652.8 نسمة لكل كيلومتر مربع (1,690.7/ميل2). وبلغ عدد الوحدات السكنية 1,219 وحدة بمتوسط كثافة قدره 283.5 لكل كيلومتر مربع (734.3/ميل2).
وتوزع التركيب العرقي للمدينة بنسبة 87% من البيض و3.53% من الأمريكيين الأفارقة و0.32% من الأمريكيين الأصليين و0.14% من الأمريكيين ذوي الأصول الآسيوية و6.91% من الأعراق الأخرى و2.10% من عرقين مختلطين أو أكثر و13.79% من الهسبانيون أو اللاتينيون من أي عرق.
بلغ عدد الأسر 1,090 أسرة كانت نسبة 35.6% منها لديها أطفال تحت سن الثامنة عشر تعيش معهم، وبلغت نسبة الأزواج القاطنين مع بعضهم البعض 45.6% من أصل المجموع الكلي للأسر، ونسبة 15% من الأسر كان لديها معيلات من الإناث دون وجود شريك، بينما كانت نسبة 4.5% من الأسر لديها معيلون من الذكور دون وجود شريكة وكانت نسبة 34.9% من غير العائلات. تألفت نسبة 31.7% من أصل جميع الأسر من عدة أفراد يعيشون في نفس المنزل ونسبة 17.1% كانت تتألف من شخص يعيش بمفرده يبلغ من العمر 65 عاماً أو أكثر. وبلغ متوسط حجم الأسرة المعيشية 2.45، أما متوسط حجم العائلات فبلغ 3.10.
بلغ العمر الوسطي للسكان 38.9 عاماً. وكانت نسبة 26% من القاطنين تحت سن الثامنة عشر، وكانت نسبة 7.6% بين الثامنة عشر والرابعة والعشرين عاماً، ونسبة 23.3% كانت واقعةً في الفئة العمرية ما بين الخامسة والعشرين والرابعة والأربعين عاماً، ونسبة 22.1% كانت ما بين الخامسة والأربعين والرابعة والستين، ونسبة 21% كانت ضمن فئة الخامسة والستين عاماً فما فوق. وتوزع التركيب الجنسي للسكان بنسبة 47% ذكور و53% إناث.